# 徐庄镇 (徐州市)
徐庄镇，是位于江苏省徐州市的一个行政建制镇。2014年，徐庄镇由铜山区划为徐州经济技术开发区代管。

## 行政区划
徐庄镇下辖以下地区：
龙田村、岗楼村、黄集村、来安村、岳庄村、周庄村、太平村、土楼村、王桥村、金井村、张家村、徐庄村、吴集村、重埠村、薛湖村、山黄村、赵疃村、安乐村、王楼村、毛庄村、吴楼村和苑山村。